# Folkertssee
Folkertssee är en sjö i Antarktis. Den ligger i Östantarktis. Argentina och Storbritannien gör anspråk på området. Folkertssee ligger 395 meter över havet. Arean är 0,41 kvadratkilometer. Den sträcker sig 2,0 kilometer i nord-sydlig riktning, och 1,3 kilometer i öst-västlig riktning.